# HD 60532
HD 60532 — звезда, которая находится в созвездии Кормы на расстоянии около 84 световых лет от нас. Вокруг звезды обращаются, как минимум, две планеты.